# Köttlachsiedlung
Die Köttlachsiedlung ist ein Ortsteil der Marktgemeinde Purgstall an der Erlauf in Niederösterreich.

## Geografie
Die Siedlung befindet sich westlich der Bahnstrecke Pöchlarn–Kienberg-Gaming und nördlich der Feichsen. Sie entstand in den 1950ern und wurde mehrmals erweitert. Zusammen mit der Pratersiedlung wird das Gebiet westlich der Bahnstrecke auch als „Purgstall-West“ bezeichnet. Die Köttlachsiedlung besteht aus zahlreichen Einfamilienhäusern in mehreren Siedlungsstraßen, die von der Feichsenstraße erschlossen werden. An der Kreuzung Römerring–Eisenring befindet sich ein Kapellenbildstock, der 1993 von der Familie Heigl als Andenken an ihre verstorbene Tochter Anna-Maria errichtet wurde.